# Radegunda
Szent Radegunda (518 – 587. augusztus 13.), I. Chlothar frank király felesége.
Chlothar 529-ben részt vett Theoderich fivére thüringiai hadjáratában. A thüringek több csatát vesztettek, elestek legvitézebb katonáik, országukat a frankok feldúlták, kirabolták, népüket adófizetőkké tették. A zsákmányon és a foglyokon a két király egyenlően osztozott, Chlotharnak jutott a thüringiai király fia, és nyolcéves leánya is. Chlothar, mint jövendő feleségét, Radegundát nagy gonddal neveltette: a leány megtanult latinul, talán görögül is, egyaránt olvasott antik világi szerzőket és keresztény egyházi írókat. 538-ban, amikor a király a házasság megkötésére Soissons-ba vitette, sikertelenül próbált megszökni. Akaratával ellenkező házasságát nehezen viselte. A zajos ünnepségek, veszélyes vadászatok, lakomák szomorúvá tették. Bánatát növelte, hogy Chlothar a germán szokások szerint továbbra is több feleséget tartott. Radegunda lehetőség szerint az udvari élettől visszahúzódva, kegyes tevékenységet folytatott, szegényeket, betegeket gondozott.
544-ben a királyné fivérét, aki hadifogolyként vele együtt került az austrasiai udvarba, Chlothar megölette. Az ok az ifjú hazájának sorsa feletti sajnálkozása és néhány meggondolatlan kifejezése lehetett. Radegunda az eseményről értesülve végleg elhatározta, hogy elhagyja férjét. Noyon püspökéhez, Szent Medárdhoz fordult, aki nem minden nyugtalanság nélkül, végül is felbontotta házasságát és ráadta a fátylat. A király üldözése elől Radegunda előbb Tours-ban, majd Poitiers-ben, Szent Hilár templomában keresett menedéket. A püspökök közbenjárására a király végül 555-ben beleegyezett egy női kolostor alapításába, amely Radegunda végleges otthona lett.
A királyné életrajzát Venantius Fortunatus, a galliai udvarokat végigjárt költő írta meg, miután Poitiers püspöke, s így a kolostor gyakori a látogatója lett. Egyik versében a királyné tragikus türingiai emlékeit idézi fel: "Láttam az asszonyokat összekötözött kézzel, zilált hajukkal rabságba hurcolni, egyiket férje vérében, másikat férje holttestén át vonszolták mezítláb, mindegyikük könnyes sorsát siratom. Siratom meghalt rokonaimat és sírok azokért, akik még élnek. Mikor könnyeim elapadnak, fájdalmam akkor sem szűnik meg".